# ميس شيشاب
ميس شيشاب أو ميس حريري (الاسم العلمي:Celtis chichape) هو نوع من النباتات يتبع جنس الميس من الفصيلة القنبية.